# Îles de la Frise-Occidentale
Les îles de la Frise-Occidentale (en néerlandais : Waddeneilanden) sont un chapelet d'îles côtières situées entre la mer du Nord et la mer des Wadden au nord-ouest des Pays-Bas. L'archipel se poursuit plus à l'est avec les îles allemandes de la Frise-Orientale avec lesquelles elles constituent les îles de la Frise.
D'ouest en est, les îles sont : 
- Texel, rattachée à la province de la Hollande-Septentrionale
- Vlieland, Terschelling, Ameland et Schiermonnikoog, rattachées à la province de Frise
- Rottumerplaat, Rottumeroog et Zuiderduintjes, 3 plus petites îles inhabitées connues sous le nom commun de Rottum, rattachées à la province de Groningue.

Entre les îles se trouvent un certain nombre de grands bancs de sable, dont Noorderhaaks, Griend et Engelsmanplaat.
Ces îles sont un lieu de villégiature pour beaucoup de Néerlandais, elles sont reliées au continent par de nombreux ferries. À Vlieland et à Schiermonnikoog, la circulation automobile est limitée aux habitants seuls. Les trois îlots de Rottum sont inaccessibles aux publics.